# Panamerikanische Spiele 2019/Leichtathletik – Speerwurf der Männer
Der Speerwurf der Männer bei den Panamerikanischen Spielen 2019 fand am 10. August im Villa Deportiva Nacional in der peruanischen Hauptstadt Lima statt.
Zehn Speerwerfer aus sechs Ländern nahmen an dem Wettbewerb teil. Die Goldmedaille gewann Anderson Peters mit 87,31 m, was auch ein neuer Rekord der Panamerikanischen Spiele war. Silber ging an Keshorn Walcott mit 83,55 m und die Bronzemedaille gewann Albert Reynolds mit 82,19 m.

## Rekorde
Vor dem Wettbewerb galten folgende Rekorde:
| Weltrekord        | Jan Železný        | 98,48 m | Jena, Deutschland                              | 25. Mai 1996     |
| Rekord der Spiele | Guillermo Martínez | 87,20 m | Panamerikanische Spiele in Guadelajara, Mexiko | 28. Oktober 2011 |

## Ergebnis
10. August 2019, 15:45 Uhr
| Platz | Athlet          | Land                | 1. Versuch | 2. Versuch | 3. Versuch | 4. Versuch                               | 5. Versuch                               | 6. Versuch                               | Weite (m) |
| ----- | --------------- | ------------------- | ---------- | ---------- | ---------- | ---------------------------------------- | ---------------------------------------- | ---------------------------------------- | --------- |
|       | Anderson Peters | Grenada             | 87,31      | 81,78      | 78,92      | 85,90                                    | 81,21                                    | x                                        | 87,31 PR  |
|       | Keshorn Walcott | Trinidad und Tobago | 83,55      | 82,92      | 82,92      | x                                        | x                                        | 75,54                                    | 83,55     |
|       | Albert Reynolds | St. Lucia           | 76,91      | 75,93      | 77,51      | 73,64                                    | 77,56                                    | 82,19                                    | 82,19 PB  |
| 4     | Michael Shuey   | Vereinigte Staaten  | x          | 73,21      | 78,02      | 80,35                                    | x                                        | 80,72                                    | 80,72     |
| 5     | Markim Felix    | Grenada             | 77,18      | 72,47      | 74,77      | 69,26                                    | 71,18                                    | 72,30                                    | 77,18     |
| 6     | Shakeil Waithe  | Trinidad und Tobago | 71,80      | x          | 76,15      | x                                        | x                                        | –                                        | 76,15     |
| 7     | Arley Ibargüen  | Kolumbien           | 72,51      | 74,85      | 74,46      | 70,69                                    | x                                        | 67,97                                    | 74,85     |
| 8     | Dayron Márquez  | Kolumbien           | 73,15      | 73,99      | 71,88      | 73,17                                    | 73,58                                    | 72,71                                    | 73,99     |
| 9     | Francisco Muse  | Chile               | 69,33      | 72,84      | 72,84      | nicht im Finale der besten acht Athleten | nicht im Finale der besten acht Athleten | nicht im Finale der besten acht Athleten | 72,84     |
| 10    | Curtis Thompson | Vereinigte Staaten  | 64,28      | x          | 65,39      | nicht im Finale der besten acht Athleten | nicht im Finale der besten acht Athleten | nicht im Finale der besten acht Athleten | 65,39     |